# Ібрагім Гнану
Ібрагім Гнану (фр. Ibrahim Gnanou, нар. 8 листопада 1986, Уагадугу) — буркінійський футболіст, що виступав на позиціях захисника та флангового півзахисника.
Насамперед відомий виступами за клуби «Шериф» та «Аланія», а також національну збірну Буркіна-Фасо.

## Клубна кар'єра
У дорослому футболі дебютував 2004 року виступами за команду клубу «Фасо-Єнненга», в якій провів один сезон, взявши участь у 23 матчах чемпіонату.
Своєю грою за цю команду привернув увагу представників тренерського штабу клубу «Шериф», до складу якого приєднався 2005 року. Відіграв за тираспольський клуб наступні два сезони своєї ігрової кар'єри. Більшість часу, проведеного у складі тираспольського «Шерифа», був основним гравцем команди.
У 2008 році уклав контракт з клубом «Мідтьюлланд», у складі якого провів протягом наступного сезону лише одну офіційну гру.
До складу клубу «Аланія» приєднався 2009 року. Відіграв за владикавказьку команду 66 матчів в національному чемпіонаті. Після завершення контракту з російським клубом 2012 року отримав статус вільного агента.

## Виступи за збірну
У 2005 році дебютував в офіційних матчах у складі національної збірної Буркіна-Фасо. Наразі провів у формі головної команди країни 19 матчів.
У складі збірної був учасником Кубка африканських націй 2010 року в Анголі, а також Кубка африканських націй 2012 року у Габоні та Екваторіальній Гвінеї.

## Досягнення
- Чемпіон Молдови (2) :

«Шериф»: 2005-06, 2006-07.
- Володар Кубка Молдови (1):

«Шериф»: 2005-06.
- Чемпіон Буркіна-Фасо (1):

АСФА Єнненга: 2014
- Володар Суперкубка Молдови (5):

«Шериф»: 2005, 2007